# La confessione di un figlio del secolo
La confessione di un figlio del secolo ( La Confession d'un enfant du siècle - IPA /la kɔ̃fɛsjɔ̃ dɛ̃n‿ɑ̃fɑ̃ dy sjèkl/), pubblicato nel 1836, è un romanzo dello scrittore francese Alfred de Musset.
È stato scoperto che il romanzo, scritto in prosa, è indirizzato alla scrittrice George Sand, con cui Musset ebbe una relazione dal 1833 al 1835. È un romanzo d’ispirazione autobiografica in cui Musset racconta tramite il suo personaggio la sua stessa esperienza. Il romanzo è una finzione, ma incorpora anche un aspetto storico poiché descrive lo stato d’animo di una generazione  (« un figlio del secolo »).

## Storia
I primi due capitoli della prima parte sono dedicati a delle considerazioni storiche. Musset racconta la gloria e l’esaltazione prodotte dalle guerre napoleoniche e la disillusione che ha seguito la caduta dell’Imperatore. Con il ritorno dell’antico regime rappresentato dalla monarchia (Luigi XVIII, Carlo X poi Luigi Filippo), la “febbre” si placò e lasciò il posto a un profondo malessere legato a un vuoto esistenziale. 
Il resto del romanzo è il racconto di una disillusione amorosa. L’eroe si rende conto che la sua amante lo tradisce e perde fiducia nell’amore e nella vita. Si lascia convincere da un certo Desgenais, suo confidente, che gli consiglia di non dare troppa importanza all’amore e di divertirsi con altre ragazze. L’eroe sprofonderà, quindi, in una vita di dissolutezza per cercare di affogare la sua disperazione.

## Il male del secolo
Musset racconta il malessere di tutta una generazione attraverso il racconto di un caso individuale che è quello del suo personaggio. Da qui il titolo del romanzo (La confessione di un figlio del secolo, ovvero la confessione di un bambino che è stato in qualche modo il “prodotto” del suo secolo). Troviamo quindi una sovrapposizione tra la traiettoria individuale e la traiettoria storica. Infatti, il malessere di cui soffre l’eroe non è un semplice malessere individuale, ma è il prodotto del “male del secolo” che perseguita la generazione romantica. È più che sicuro che questo “Male del secolo” aveva molto a che fare con l’avvento del nichilismo. Dopo la caduta dell’Antico Regime, l’epopea napoleonica aveva fornito al popolo francese un ideale e un’esaltazione nuova. Le guerre napoleoniche furono terribili, ma furono comunque celebrate perché suscitavano entusiasmo:
« mai c’è stato un tale silenzio intorno a coloro che parlavano di morte […] Eppure mai c’è stata tanta gioia, tanta vita, tanto clamore di guerra in tutti i cuori. Mai ci sono stati soli così puri come quelli che hanno asciugato tutto il sangue. Si diceva che Dio li avesse creati per quest’uomo e li chiamavano i suoi soli di Austerliz. Ma li creava lui stesso con i suoi cannoni sempre tonanti che non lasciavano nuvole fino al giorno dopo le sue battaglie. » (Parte 1, Capitolo 2).
Tuttavia, dopo la caduta di Napoleone, la Francia cadde in uno stato di letargia e di decrepitezza insopportabile. La caduta di Napoleone spazzò via la febbre patriottica e  la gioventù, ormai privata dei suoi ideali, cadde in una disperazione senza fondo. La restaurazione della monarchia con il ritorno al potere di Luigi XVIII e la seguente ascesa al trono di Carlo X, segnano il ritorno a un vecchio ordine che la maggior parte delle persone si accontenta di sopportare senza tuttavia esserne soddisfatta. Il “male del secolo” è inteso come un periodo di nichilismo in cui il vecchio mondo sta morendo e il nuovo mondo non è ancora arrivato:
« Tre elementi caratterizzavano quindi la vita offerta ai giovani in quel periodo: alle loro spalle un passato per sempre distrutto che ancora si agita sulle sue rovine, con tutti i fossili dei secoli dell’assolutismo ; davanti a loro l’aurora di un immenso orizzonte, i primi raggi del futuro ; e tra questi due mondi… qualcosa di simile all’Oceano che separa il vecchio continente dalla giovane America, qualcosa di vago e fluttuante, un mare burrascoso e pieno di naufragi, attraversato di tanto in tanto da qualche lontana vela bianca o da qualche nave che soffia un pesante vapore ; il secolo presente, in una parola, che separa il passato dal futuro, che non è né l’uno né l’altro e che assomiglia a entrambi allo stesso tempo, e dove non si sa, ad ogni passo che si fa, se si calpesta un seme o  un pezzo di detriti. » (Parte 1, capitolo 2)
Questo malessere, che è il malessere di un’intera generazione, è incarnato dall’eroe del romanzo, che idealista all’inizio, vive un dubbio esistenziale in occasione di una disillusione amorosa. Avendo perso ogni speranza, l’eroe si abbandona ad una vita dissoluta. 

## Adattamenti
Nel 1974 Claude Santelli realizza una serie tv intitolata La Confession d’un enfant du siècle.
Nel 2011 Sylvie Verheyde realizza il film Confession d’un enfant du siècle.
| Controllo di autorità | BNF (FR) cb11957379p (data) |